# Красно-Градиште
Кра́сно-Гради́ште (болг. Красно градище) — село у Великотирновській області Болгарії. Входить до складу общини Сухиндол.

## Населення
За даними перепису населення 2011 року у селі проживала 91 особа.
Національний склад населення села:
| Національність   | Кількість осіб | Відсоток |
| ---------------- | -------------- | -------- |
| болгари          | 54             | 59,3%    |
| турки            | 33             | 36,3%    |
| цигани           | 4              | 4,4%     |
| інша             | 0              | 0%       |
| не визначились   | 0              | 0%       |
| Всього відповіли | 91             |          |

Розподіл населення за віком у 2011 році:
Динаміка населення: